# بروك تومسون
بروك تومسون (بالإنجليزية: Brooke Thompson)‏ هي لاعبة كرة الشبكة أسترالية، ولدت في 27 أبريل 1984.